# Высокая синяя стена
«Высокая синяя стена» (чеш. Vysoká modrá zeď) — чехословацкий фильм 1974 года режиссёра Владимира Чеха.
Первый чехословацкий широкоформатный фильм с использованием технологии 70-мм киноплёнки.

## Сюжет
Действие происходит в 1951 году, о котором с ностальгией вспоминает офицер ВВС Елинек — тогда в звании капитана он стал участником создания формируемых ВВС Чехословацкой армии. Проблемы в межличностных отношениях преодолеваются настоящей дружбой и взаимовыручкой, недостаток материальной части и лётные происшествия сменяются победой на поставленных СССР самолётах Миг-15 над вторгшимися в воздушное пространство страны истребителями ВВС США.

## Реальная основа и техника
Сбитый американский самолёт вдохновлен реальным событием 1953 года, когда лейтенант Ярослав Шрамек на МиГ-15 сбил американский истребитель F-84 Thunderjet. В фильме в качестве самолёта ВВС США показан чехословацкий L-29.
Как тренировочный в фильме показан Ил-12, десяток таких машин использовались гражданской авиацей Чехословацкой ССР, но в армии были только две машины, и использовались недолго.
Кроме того в фильме можно видеть самолёты МиГ-15, МиГ-21, Як-11, Ил-14, Zlín Z-26, Aero Ae-45.

## В ролях
- Иржи Беднар — капитан Любош Елинек
- Мартин Ружек — генерал Дворжак
- Иржи Немечек — полковник Шмид
- Йозеф Ленгмайлер — майор Йозеф Швестка
- Йозеф Хвалина — майор Бейкер
- Густав Геверле — майор Пекка
- Ванда Шварцова — секретарша Либушка
- Иржи Крампол — лейтенант Зденек Нетопил
- Ладислав Троян — лейтенант Вашичек
- Владимир Брабец — майор Сойер
- Олдржих Велен — майор Слука
- Йозеф Бейвл — бригадир строителей
- Светла Амортова — домработница Малкова
- Зузана Талпова — машинистка Вера
- Итка Зеленогорская — лейтенант Бучкова, метеоролог
- Милош Ваврушка — лейтенант Винопал
- Петр Тракслер — лейтенант Немечек
- Ярослав Мареш — старейшина Хавлин
- подполковник инженер Йозеф Павлик — американский пилот L 29
- военнослужащие ВВС Чехословацкой народной армии
- закадровый текст читает Виктор Маурер

## Литературная основа
Фильм снят по книге Владимира Подзимека «Над нами синее небо» 1972 года. В переводе на русский язык книга вышла в 1975 году в издательстве «Воениздат».

## Фестивали и награды
- 1974 — 12-й Фестиваль чешских и словацких фильмов в Нитре — специальный приз фестивального комитета.